# Entspannungsflotation
Die Entspannungsflotation (auch Druckentspannungsflotation genannt) ist das in der Abwassertechnik am weitesten verbreitete Flotationsverfahren.

## Grundlagen
Bei der Entspannungsflotation macht man sich das Gesetz von Henry-Dalton zunutze, dass die Löslichkeit eines Gases in einer flüssigen Phase bei konstanter Temperatur proportional mit dem Partialdruck dieses Gases über der Flüssigkeit ansteigt. Setzt man also Wasser unter Druck, so sättigt es mit Gas oder Luft. Bringt man das Wasser anschließend wieder auf Umgebungsdruck, so wird ein entsprechender Gas- oder Luftanteil in Form feinster Bläschen frei.
Die Blasengröße ist von der verwendeten Technologie und den eingehaltenen Betriebsbedingungen abhängig, liegt aber im Allgemeinen unter 100 μm. Mit Hilfe bestimmter konstruktiver und verfahrenstechnischer Maßnahmen lassen sich auch Mikroblasen von 30 μm erreichen.

## Verfahrensprinzip
Zur Erzeugung der benötigten feinen Gasblasen gibt es drei Verfahrensvarianten:
- Das Vollstromverfahren, bei dem der gesamte Zulauf mit Luft gesättigt wird
- das Teilstromverfahren, bei dem nur ein Teil des Zulaufs mit Luft gesättigt wird
- das Recycleverfahren, bei dem eine beliebige Menge des gereinigten Wassers rezirkuliert und dabei mit Luft gesättigt wird.[2]

Die beim Voll- und Teilstromverfahren eingebrachte Luftmenge ist naturgemäß limitiert und dementsprechend auch die zu erzielbare Abscheideleistung. Ein weiterer Nachteil ist die Verstopfungsgefahr sowie die starke mechanische Beanspruchung der Flocken im Sättigungssystem.
Beim Recycleverfahren sind diese Nachteile nicht vorhanden. Die Rezirkulationsmenge kann so adaptiert werden, dass die notwendige Anzahl an feinen Gasblasen für alle zu erwartenden Betriebsbedingungen ausreicht.

## Blasengröße
Die Blasengröße nach der Entspannung ist vor allem abhängig von der Ausführung des Entspannungsorgans und dementsprechend der verwendeten Technologie. Außerdem spielen die Druckdifferenz, die Oberflächenspannung, der pH-Wert, die Salzkonzentration und die Viskosität der Flüssigkeit eine Rolle. Die konstruktive Ausführung von Luftsättigungsteil und Entspannungsorgan unterscheiden sich bei den einzelnen Anbietern von Flotationsanlagen.
Die bei der Entspannung entstehende Blasengröße spielt für das Flotationsergebnis eine bestimmende Rolle, da die Anlagerung von Luftbläschen an Feststoffen umso leichter stattfindet, je kleiner die Blasen sind. Aufgrund der besseren Anlagerungsfähigkeit kleiner Blasen führt die Verringerung der Blasengröße einerseits zu einer verbesserten Ausnutzung der eingetragenen Luft (Sättigungsgrad) und andererseits zu einer vollständigeren Austreibung des Feststoffs. Dadurch sinkt die Feststoffkonzentration im Klarlauf der Entspannungsflotation, und die Stabilität und der Trockensubstanzgehalt (TS) der Flotatdecke nimmt zu.